# Raskortet
Raskortet är en svensk dokumentärfilm från 2014, regisserad av Othman Karim och producerad av Malin Holmberg-Karim.

## Om filmen
Inspelning ägde rum runt om i Sverige och är en serie intervjuer med afrosvenskar. Musiken komponerades av Magnus Jarlbo.
Filmen mottog Nöjesguidens pris för bästa TV-film 2014 och var den mest delade filmen på SVT Play under 2014.

## Handling
En dokumentär om att vara svart i Sverige. Filmaren Osmond Karim låter människor dela med sig av sin verklighet, rakt in i kameran. Historier som rör och berör, förträngts och förnekats i ett land med en självbild som tolerant och fördomsfritt.

## Medverkande
- Viktoria Walldin
- Tandi Agrell
- Lina Endeki Larsson
- Oivvio Polite
- Kitimbwa Sabuni
- Raymond Peroti
- Astrid Assefa
- Momodou Jallow
- Jonathan Sseruwagi